# Karpo (luna)
Karpo (grško Καρπώ: Karpó) ali Jupiter XLVI je Jupitrov naravni satelit.
Luno Karpo je  9. februarja 2003 odkrila skupina astronomov, ki jo je vodil Scott S. Sheppard z Univerze Havajev . Prvotno so jo označili kot S/2003 J 20. V letu 2005 je dobila ime po hori Karpo in   Zevsovi hčerki .
Luna Karpo ima premer okoli 3 km in obkroža Jupiter v razdalji 17,145.000 km, obkroži ga v  458,625 dneh po krožnici, ki ima naklon 56 ° na ekliptiko (oziroma 55° na ravnino Jupitrovega ekvatorja). Vse lune, ki so bolj odddaljene kot Karpo, imajo retrogradno gibanje.
Podobno kot Temisto tudi ta luna izgleda kot samostojen član skupine, saj je zaradi nekaterih svoji lastnosti nekaj posebnega. Naklon tira (inklinacija) je omejen s Kozaijevim pojavom, ki ga je leta 1962 odkril Jošihide Kozai. Ta pojav povzroči periodično izmenjavo med naklonom tira in izsrednostjo tirnice. Če je inklinacija dovolj velika, lahko perijovij (periapsidna točka v primeru Jupitrovih lun) satelita pride v bližino Galilejeve skupine lun. Luna bi se lahko pri tem zadela z eno izmed njih ali pa se izvrgla iz sistema Jupitrovih lun.